# Sapore di donna (film 1970)
Sapore di donna (Tam-Lin) è un film britannico del 1970 diretto da Roddy McDowall.
Esso è basato sul poema tradizionale scozzese The Ballad of Tam Lin.